# 簑浦良平
簑浦 良平（みのうら りょうへい、生年月日非公表 ｰ ）は日本の音響監督、吹替演出家である。ACクリエイト所属後、現在は株式会社エルシンク。

## 経歴・人物
主に外画作品の吹替演出を手掛けている。

## 主な参加作品

### 映画

#### 劇場公開版
2013年
- ワールド・ウォーZ

2016年
- ゴーストバスターズ (2016年の映画)

2018年
- ジュマンジシリーズ（2018年 - 2019年）
  - ジュマンジ/ウェルカム・トゥ・ジャングル
  - ジュマンジ/ネクスト・レベル

2019年
- シャーロック・ホームズシリーズ（2019年 - 2021年）
  - シャーロック・ホームズ ※劇場公開版
  - シャーロック・ホームズ シャドウ ゲーム

2016年
- ジュラシック・ワールドシリーズ（2016年 - 2022年）
  - ジュラシック・ワールド ※劇場公開版
  - ジュラシック・ワールド/炎の王国 ※劇場公開版
  - ジュラシック・ワールド/新たなる支配者 ※劇場公開版

2017年
- スパイダーマンシリーズ（2017年 - 2022年）
  - スパイダーマン:ホームカミング
  - スパイダーマン:ファー・フロム・ホーム
  - スパイダーマン:ノー・ウェイ・ホーム

2021年
- フリー・ガイ

2022年
- ナイル殺人事件

2024年
- ねこのガーフィールド
- フォールガイ

2025年
- フライト・リスク
- トワイライト・ウォリアーズ 決戦! 九龍城砦
- 星つなぎのエリオ

#### ソフト版・オンデマンド配信版
1999年
- フィフス・エレメント ※日本テレビ版 / 制作担当

2002年
- スパイダーマン (2002年の映画) ※演出補
- コラテラル・ダメージ

2003年
- アイ・スパイ ※制作担当

2004年
- アイデンティティー ※ソフト版
- 世界でいちばん不運で幸せな私
- ミスティック・リバー
- ラブ・アクチュアリー

2005年
- チャーリーとチョコレート工場 ※ソフト版

2007年
- SPIRIT

2008年
- 最高の人生の見つけ方 ※ソフト版
- 沈黙の激突
- 沈黙の報復

2009年
- 13日の金曜日 (2009年の映画)
- 沈黙の逆襲
- アンダーカヴァー
- 7つの贈り物
- ハットしてキャット

2010年
- 暗数殺人
- クーガー荒野に帰る ※NHK-BS2版
- 理想の彼氏
- ソーラー・ストライク2012

2011年
- アンストッパブル
- パリより愛をこめて
- ハングオーバー!シリーズ（2011年 - 2014年）
  - ハングオーバー! 消えた花ムコと史上最悪の二日酔い
  - ハングオーバー!! 史上最悪の二日酔い、国境を越える
  - ハングオーバー!!! 最後の反省会

- ブルース・ブラザース ※BD版
- グレッグのダメ日記シリーズ（2011年 - 2017年）
  - グレッグのダメ日記
  - グレッグのダメ日記: どうかしてるよ!
  - グレッグのダメ日記3
  - グレッグのダメ日記4

2012年
- ウォッチメン
- ハングリー・ラビット
- ファイナル・デッドブリッジ
- ホット・ファズ -俺たちスーパーポリスメン!-
- デイアフター2020 首都大凍結

2014年
- 殺人の追憶
- ほえる犬は噛まない

2015年
- ザ・タウン
- ジャッジ 裁かれる判事
- スモッシュ・ザ・ムービー
- 山猫は眠らないシリーズ（2015年 - 2016年）
  - 山猫は眠らない4 復活の銃弾
  - 山猫は眠らない5 反逆の銃痕
  - 山猫は眠らない6 裏切りの銃撃

- U.M.A レイク・プラシッド ファイナル

2016年
- オープニング・ナイト・ロング
- トランスポーター イグニション
- 殺人狂時代 ※BD版
- レジェンド 狂気の美学
- ホリデーズ
- バッド・ママ（2016年 - 2017年）
  - バッド・ママのクリスマス

2017年
- キミとボクの距離
- ウィルソン
- エンド・オブ・キングダム
- オクジャ/okja
- パワーレンジャー

2019年
- ギャング・イン・ニューヨーク
- 女王陛下のお気に入り
- 運び屋 ※ソフト版
- ラスト・サマー -この夏の先に-
- ルディ・レイ・ムーア

2020年
- ザ・キッチン
- フッド: ザ・ビギニング

2021年
- ザ・ラスト・マーセナリー

2022年
- アンビュランス
- オールド
- キャッシュトラック
- クライ・マッチョ
- ムーンフォール
- 雄獅少年/ライオン少年
- ライズ コートに輝いた希望

2023年
- 刑事ジョン・ルーサー: フォールン・サン
- ザ・コントラクター
- ミリオン・マイルズ・アウェイ 遠き宇宙への旅路

2024年
- マンハッタン殺人ミステリー
- エクソシスト 信じる者
- ドミノ
- ウルフズ

2025年
- TALK TO ME トーク・トゥ・ミー
- トラップ
- ザ・ピックアップ 〜恋の強盗大作戦〜

### テレビドラマ
- ウェアハウス13 〜秘密の倉庫 事件ファイル〜

2011年
- ハリーズ・ロー 裏通り法律事務所（2011年 - 2013年）

2013年
- エレメンタリー ホームズ&ワトソン in NY（2013年 - 2020年）

2016年
- アウトキャスト（2016年 - 2017年）
- ウディ・アレンの6つの危ない物語

2019年
- V Wars

2020年
- 梨泰院クラス

2021年
- ヴィンチェンツォ
- 海街チャチャチャ

2022年
- 今、私たちの学校は…
- イカゲーム
- マネー 〜彼女が手に入れたもの〜
- レジデント・エイリアン 〜宇宙からの訪問者〜

2024年
- 誰もいない森の奥で木は音もなく倒れる

2025年
- ロッカビー: パンナム103便爆破事件

### テレビアニメ
- スパイダーマン:フレンドリー・ネイバーフッド（2025年）